# Музыка Исландии
Музыка Исландии — обобщающее понятие, применяемое к музыке различных жанров, которая была создана на острове Исландия.

## История
Национальные мелодии (исл. tvisöngur) известны с 1000 года. Наиболее известным композитором XIX века является Свейнбьёрн Свейнбьёрнссон (1847—1927), автор национального гимна Исландии. Наиболее известные композиторы XX в. — Йоун Лейфс (1899—1968) и Пауль Исольфссон (1897—1974). В 1925 году был организован Рейкьявикский оркестр, а в 1980 — Исландская опера.
Ярким представителем исландской музыки в настоящее время является певица Бьорк; также следует отметить популярную ныне пост-рок группу Sigur Rós, инди-рок группу Of Monsters and Men и поп-певицу Йоханну.

## Современные представители

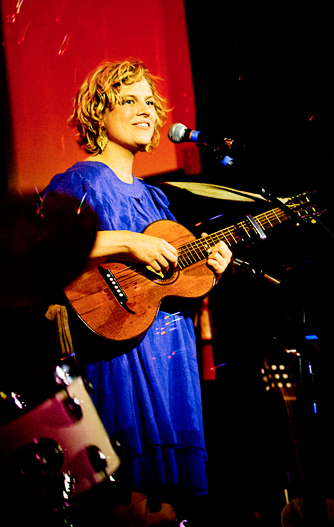
Оулёф Арнальдс

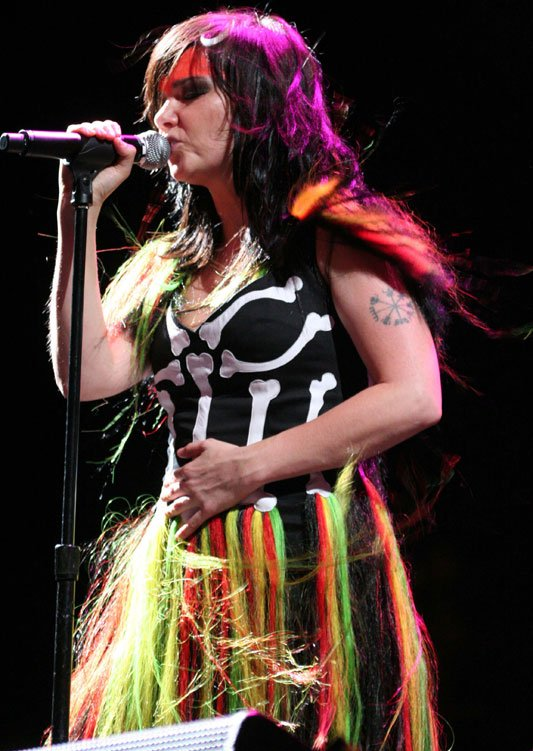
Бьорк

Профессиональная музыка зародилась в начале XIX века, во время обострения борьбы исландцев за независимость. В XX веке на исландскую музыку повлияла европейская музыка, хотя и влияние не было сильным, что позволило сохранить её самобытность. После Второй мировой войны, когда Исландия стала независимой страной, исландская культура, и в том числе музыка, стала развиваться очень быстро.
Бьорк — исландская певица, актриса, музыкант, композитор и автор песен, лауреат множества премий. Музыкальная карьера Бьорк началась, когда ей было 11 лет. Один из учителей послал запись песни в исполнении Бьорк на тогда ещё единственную радиостанцию Исландии, которая включила песню в эфир. После этого ей предложили контракт на запись альбома, и в 1977 году она записала свой дебютный альбом с помощью отчима, который играл на гитаре.
Бен Фрост — приехал в Исландию из Австралии. Ему удалось поработать вместе с Бьорк, основать пост-рок коллектив «School of Emotional Engineering» и конечно же сотрудничать с Valgeir Sigursson. Theory of Machines — это его второй альбом, кусочек мастерства и образцово-показательная работа. Фросту удалось создать музыку сбивающую с ног — это электронные эксперименты, математическая неоклассика и всепоглощающие шумы. Theory of Machines уже назвали будущим электронной музыки и добавили в список пластинок, изменивших целый жанр. Каждым своим треком он показывает себя потрясающе талантливым звуковым дизайнером. Фроста часто путают с австралийским художником Беном Фростом, тем более что они ровесники и вместе участвовали в проектах.